# Liste der Naturdenkmale in Gohrisch
Die Liste der Naturdenkmale in Gohrisch nennt die Naturdenkmale in Gohrisch im sächsischen Landkreis Sächsische Schweiz-Osterzgebirge.

## Definition
„Naturdenkmäler sind rechtsverbindlich festgesetzte Einzelschöpfungen der Natur oder entsprechende Flächen bis zu fünf Hektar, deren besonderer Schutz erforderlich ist
1. aus wissenschaftlichen, naturgeschichtlichen oder landeskundlichen Gründen oder
2. wegen ihrer Seltenheit, Eigenart oder Schönheit.“

„§ 18 – Naturdenkmäler – (zu § 28 BNatSchG)
(1) Die Erklärung nach § 22 Abs. 1 BNatSchG von Teilen von Natur und Landschaft als Naturdenkmal erfolgt durch Rechtsverordnung oder Einzelanordnung.
(2) Über § 28 Abs. 1 BNatSchG hinaus können Naturdenkmäler zur Sicherung von Lebensgemeinschaften oder Lebensstätten von im Bestand gefährdeten oder streng geschützten Arten festgesetzt werden.“

## Liste
Link zu einem Kartenansichtstool, um Koordinaten zu setzen.
| Bild                          | Bezeichnung                                              | Lage                                                       | Beschreibung | Datum      | Nummer  |
| ----------------------------- | -------------------------------------------------------- | ---------------------------------------------------------- | ------------ | ---------- | ------- |
| Fotos hochladen               | Säulensandstein am Gohrisch                              | (50° 54′ 5,4″ N, 14° 6′ 48,7″ O)                           |              |            | SSZ 016 |
| BW                            | Winterlinde oberhalb des Dorfteiches in Kleinhennersdorf | Kleinhennersdorf (50° 54′ 23,5″ N, 14° 8′ 46,4″ O)         |              | 1, 2, 4, 5 | ssz 027 |
| BW                            | Stieleiche an der Neuen Bauerngasse in Kleinhennersdorf  | Kleinhennersdorf (50° 54′ 17,7″ N, 14° 8′ 54,6″ O)         |              | 2, 5       | ssz 028 |
| BW                            | Stieleiche in der Feldflur östlich Kleinhennersdorf      | Kleinhennersdorf (50° 54′ 24,4″ N, 14° 9′ 2,6″ O)          |              | 2, 4, 5    | ssz 031 |
| mehr Fotos \| Fotos hochladen | Kleinhennersdorfer Stein                                 | (50° 54′ 23,9″ N, 14° 7′ 36,1″ O)                          |              |            | SSZ 033 |
| BW                            | Felsbestockung am Traubenbach                            | (50° 51′ 5,6″ N, 14° 6′ 14,1″ O)                           |              |            | SSZ 046 |
| BW                            | Matthias-Otto-Eiche südlich Cunnersdorf bei Königstein   | Cunnersdorf b.Königstein (50° 51′ 30,1″ N, 14° 7′ 30,6″ O) |              | 2, 5       | ssz 059 |
| BW                            | Bernhard-Cotta-Eiche südlich Cunnersdorf bei Königstein  | Cunnersdorf b.Königstein (50° 51′ 54,7″ N, 14° 7′ 42″ O)   |              | 2          | ssz 060 |
| BW                            | Teich an der Kuckuckslaube Cunnersdorf                   | (50° 53′ 10,5″ N, 14° 7′ 42,7″ O)                          |              |            | SSZ 077 |

Das Nummernschema des Landkreises unterscheidet
- Einzelnaturdenkmal = Kleinbuchstaben (ssz 001 Winterlinde in Neustadt; …)
- Flächennaturdenkmal = Großbuchstaben (SSZ 001 Erlpeterquelle Pirna; …)